# Josephine Ortleb
 (juillet 2025).
Si vous disposez d'ouvrages ou d'articles de référence ou si vous connaissez des sites web de qualité traitant du thème abordé ici, merci de compléter l'article en donnant les références utiles à sa vérifiabilité et en les liant à la section « Notes et références ».
Josephine Loulou Ortleb  (née le 25 novembre 1986 à Sarrebruck) est une femme politique allemande (SPD). En tant que députée élue directement de la circonscription de Sarrebruck, elle est députée au  Bundestag (MdB) depuis 2017 et vice-présidente de cette assemblée depuis 2025. Auparavant, elle était secrétaire parlementaire du groupe SPD au Bundestag entre 2021 et 2025.

## Vie et carrière
Josephine Ortleb a grandi dans le Vieux-Sarrebruck. D'août 1997 à juillet 2004, elle a fréquenté le Lycée am Schloss et d'août 2004 à juin 2007 le Wirtschaftswissenschaftliches Gymnasium de Sarrebruck. Après avoir obtenu son diplôme d'études secondaires, elle a étudié les sciences sociales à l'Université de Cologne d'octobre 2008 à février 2009 et la gestion politique à l'Université de Brême d'octobre 2009 à septembre 2010. En août 2012, elle a obtenu son diplôme de l'école professionnelle supérieure de l'hôtellerie, de la restauration et du tourisme de Sarrebruck et en janvier 2014, elle a réussi son examen de gestion de restaurant . En juin de la même année, elle réussit les examens pour devenir restauratrice diplômée d'État et spécialiste de l'hôtellerie-restauration. Elle a donné naissance à un fils en 2021.

## Politique
En 2007, Ortleb rejoint la SPD. Entre-temps, elle devenue directrice régionale de la Jusos Sarre et a été élue au conseil municipal de Sarrebruck lors des élections locales de mai 2014 pour l'association locale SPD St. Johann, dont elle était vice-présidente.
En novembre 2016, elle a été désignée comme candidate directe aux élections fédérales de 2017 dans la circonscription 296 (Sarrebruck) ; elle s'est également présentée en deuxième position sur la liste régional du Land de Sarre. Lors des élections fédérales du 24 septembre 2017, Ortleb a obtenu 32,1 % des premiers votes dans la circonscription 296, battant le candidat sortant de la CDU Bernd Wegner (31,4 %).
Au 19ème Bundestag allemand, Ortleb était membre titulaire de la commission de la famille, des personnes âgées, des femmes et de la jeunesse  ainsi que de la commission des droits de l'homme et de l'aide humanitaire. En tant que membre suppléant, elle a siégé à la commission du tourisme  et à la Commission d'enquête sur la formation professionnelle. Depuis le 16 décembre 2020, elle succède également à Dagmar Ziegler au poste de secrétaire parlementaire du groupe parlementaire SPD.
Lors des élections fédérales de 2021, Ortleb s'est représentée dans la circonscription de Sarrebruck contre, entre autres, la ministre fédérale de la Défense de l'époque, Annegret Kramp-Karrenbauer. Le 16 septembre, Ortleb a annoncé qu’elle mettait fin à sa campagne électorale de façon anticipée en citant la naissance prématurée de son fils comme raison. Selon le résultat final officiel, Ortleb a reçu 36,9 % des votes sur la circonscription et l'a ainsi remporté avec une nette avance sur Kramp-Karrenbauer (25,1 %).
À l'été 2023, Ortleb a postulé au poste de directeur de la communauté régionale de Sarrebruck. Elle a perdu les élections internes du SPD contre son adversaire Carolin Lehberger.
Lors des élections fédérales anticipées de 2025, Ortleb remporte à nouveau sa circonscription avec 32,4 % des votes. À l’approche de la session constitutive de 21e législature, elle a été nommée par son groupe parlementaire candidate à la vice-présidence du Bundestag. Elle a été élue lors de la session du 25 mars 2025.

## Positions politiques

### Égalité Femmes/Hommes
Ortleb considère qu’une part importante de son travail politique réside dans la lutte pour l’égalité des femmes avec les hommes. Cela inclut la participation égale à la vie professionnelle, ainsi que la protection contre la violence et le droit à l’autodétermination sexuelle. De 2013 à 2018, elle a été présidente du groupe de travail des femmes sociales-démocrates (ASF) à Sarrebruck et, depuis janvier 2018, elle est présidente régionale de ce groupe. De plus, Ortleb est membre des associations Aldona e. V. et Pro Familia e. V. Ses principaux thèmes sont la représentation des femmes, la lutte contre le sexisme et les rôles traditionnels de genre, ainsi que la position des femmes sur le marché du travail.

### Droits des employés
Ortleb voit des revendications importantes en matière de droits des travailleurs dans l'abandon des contrats à durée déterminée sans raisons objectives et des mini-jobs comme alternative bon marché au travail à temps plein. Cela comprend la possibilité d’un emploi à temps partiel pendant un congé parental ou pendant la prise en charge de proches, ainsi qu’un droit illimité de retourner à un emploi à temps plein après une interruption du travail.

### Thèses sur les processus de renouveau de la social-démocratie
Ortleb est l'un des douze jeunes membres du SPD qui ont été élus au Bundestag pour la première fois en 2017 et qui ont publié des suggestions de réorganisation interne des politiques du parti dans quatre thèses. Outre l’augmentation du salaire minimum à 12 euros de l’heure, cela comprend l’instauration d’un « compte d’opportunité » de 20 000 euros par salarié et l’abandon du « dogme du zéro noir ».

## Adhésions
Ortleb est membre du syndicat de l'alimentation, des boissons et de la restauration, de l'association pour le bien-être des travailleurs et présidente régionale de Pro Familia. En 2015, elle a reçu le prix Helene Weber pour son engagement en politique locale.